# Kalenderflickorna
Kalenderflickorna (engelska: Calendar Girls) är en brittisk komedifilm från 2003 i regi av Nigel Cole, med Helen Mirren, Julie Walters, John Alderton och Linda Bassett i rollerna.

## Handling
Då en av rollfigurernas make (John) drabbas av leukemi bestämmer sig hans hustru för att försöka samla in pengar till det lokala sjukhuset. Det resulterar i att man bestämmer sig för att den lokala husmodersföreningens årliga kalender, istället för traditionella landsbygdsmotiv, skall utgöras av nakenbilder på några av föreningens medlemmar. Reaktionen på deras initiativ blir inte vad de väntat sig.
Filmen är verklighetsbaserad.

## Rollista
| Helen Mirren     | – Chris    |
| Julie Walters    | – Annie    |
| John Alderton    | – John     |
| Linda Bassett    | – Cora     |
| Annette Crosbie  | – Jessie   |
| Philip Glenister | – Lawrence |
| Ciarán Hinds     | – Rod      |
| Celia Imrie      | – Celia    |
| Geraldine James  | – Marie    |
| Penelope Wilton  | – Ruth     |
| George Costigan  | – Eddie    |
| Graham Crowden   | – Richard  |
| John Fortune     | – Frank    |
| Georgie Glen     | – Kathy    |
| Angela Curran    | – May      |

## Utmärkelser
- Golden Globes
  - Nominerad: Bästa kvinnliga skådespelare i en musikal eller komedi: Helen Mirren
- London Critics Circle Film Awards
  - Nominerad: Årets kvinnliga brittiska skådespelare: Helen Mirren
  - Nominerad: Årets kvinnliga brittiska skådespelare: Julie Walters
  - Nominerad: Årets manliga brittisk birollskådespelare: John Alderton